# Step You/Is This Love?
Step You/Is This Love? è il trentacinquesimo singolo della cantante giapponese Ayumi Hamasaki. Si tratta di un doppio lato A pubblicato il 20 aprile 2005. Step You/Is This Love?  è il primo singolo di Ayumi Hamasaki del 2005, ed è stato il più venduto del 2005 sino a settembre, quando Glamorous Sky di Mika Nakashima l'ha superato. Il DVD incluso nel CD singolo include tre video musicali, uno per Step You, uno per Is This Love? ed uno per My Name's Women, brano tratto dall'album della Hamasaki del 2004, My Story. Chiharu ed Etsu dei TRF compaiono nei video musicali del singolo. Il video prodotto per My Name's Women è il secondo video più costoso della storia per un'artista femminile giapponese, dietro Fairyland, sempre della Hamasaki. Al 2012, il singolo ha venduto oltre 345 000 copie.

## Tracce
CD singolo
CD
1. STEP you (Ayumi Hamasaki, Hara Kazuhiro)
2. Is This Love? (Ayumi Hamasaki, Watanabe Miki)
3. Step You -Instrumental- (Ayumi Hamasaki, Watanabe Miki)
4. Is This Love? -Instrumental- (Ayumi Hamasaki, Watanabe Miki)

DVD
1. Step You (PV)
2. Is This Love? (PV)
3. My Name's Women (PV)

## Classifiche
| Classifica (2005)           | Posizione più alta |
| --------------------------- | ------------------ |
| Oricon Weekly Singles Chart | 1                  |